# Staroměstská radnice
Staroměstská radnice v Praze byla založena roku 1338 (jako první v Čechách) na základě privilegia uděleného staroměstským měšťanům králem Janem Lucemburským. Tvoří ji komplex několika domů přiléhajících ke Staroměstskému náměstí postupně připojovaných do jednoho celku pro potřeby správy Starého Města pražského. Od roku 1958 je chráněna jako kulturní památka a od roku 1992 jako národní kulturní památka 
Od roku 1958 do 30. června roku 2020 turistické prostory radnice spravovala Pražská informační služba, po její transformaci akciová společnost Prague City Tourism a.s.

## Historie

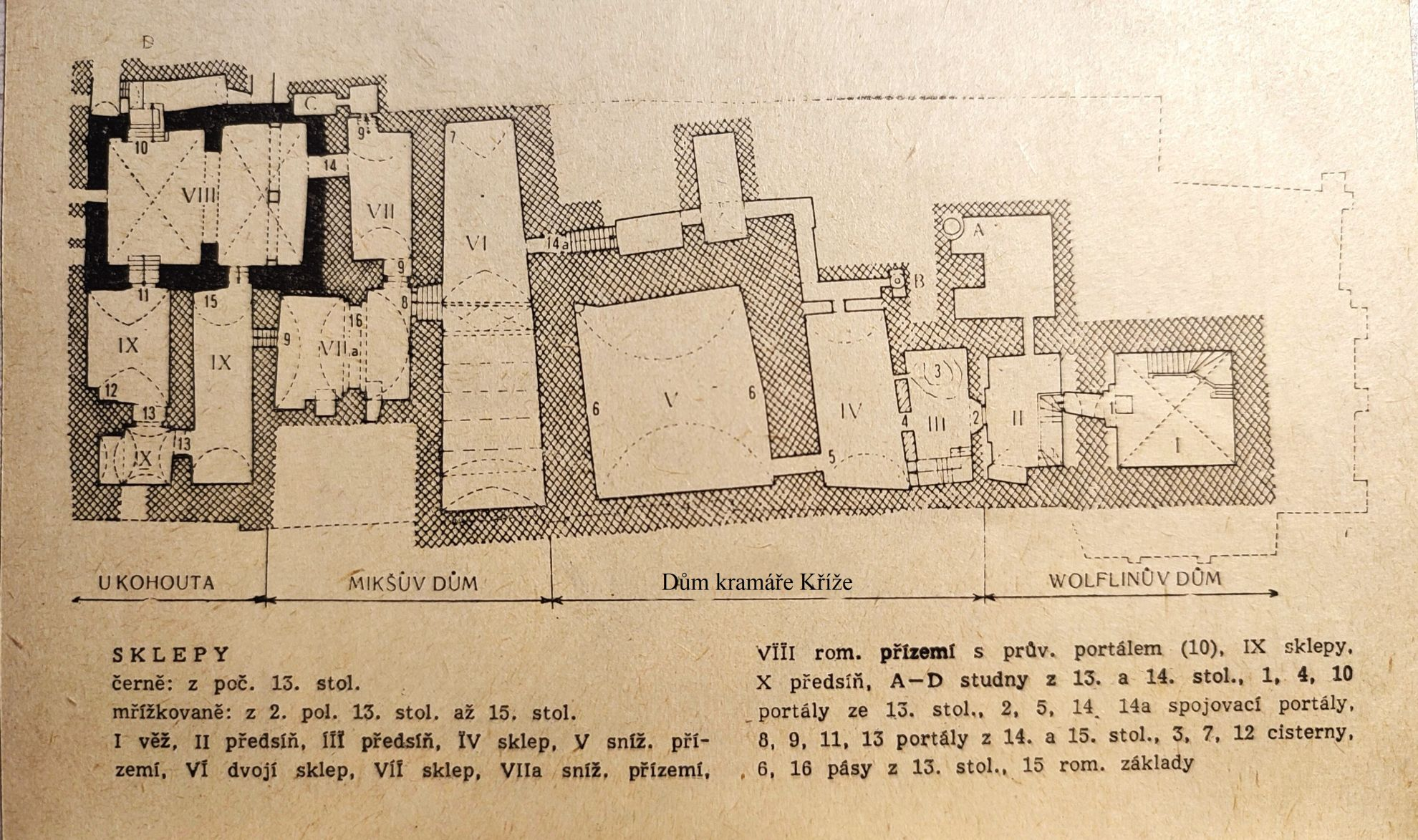
Staroměstská radnice - půdorys sklepů

Staroměstská radnice jako instituce a budova samosprávy Starého Města pražského nahradila dosavadní starou rychtu, která sídlila v domě čp. 404/I v Rytířské ulici. 
Král Jan Lucemburský dekretem z 18. září 1338 povolil založení radnice: udělil staroměstským občanům svolení, aby si jako vyšší formu samostatnosti města zakoupili z výnosu kupeckého dvora Ungeltu vlastní budovu, a to dům Wolflina od Kamene, v němž si zřídí radnici, aby tam mohli konat soudy a veškerá obecní jednání. Staroměstští měšťané si zvolili místo uprostřed Staroměstského tržiště a zakoupili pro radnici první dům. Během 15.-19. století postupně přikupovali a přestavovali další domy, spojené do bloku v tzv. špalíčku.

## Objekty

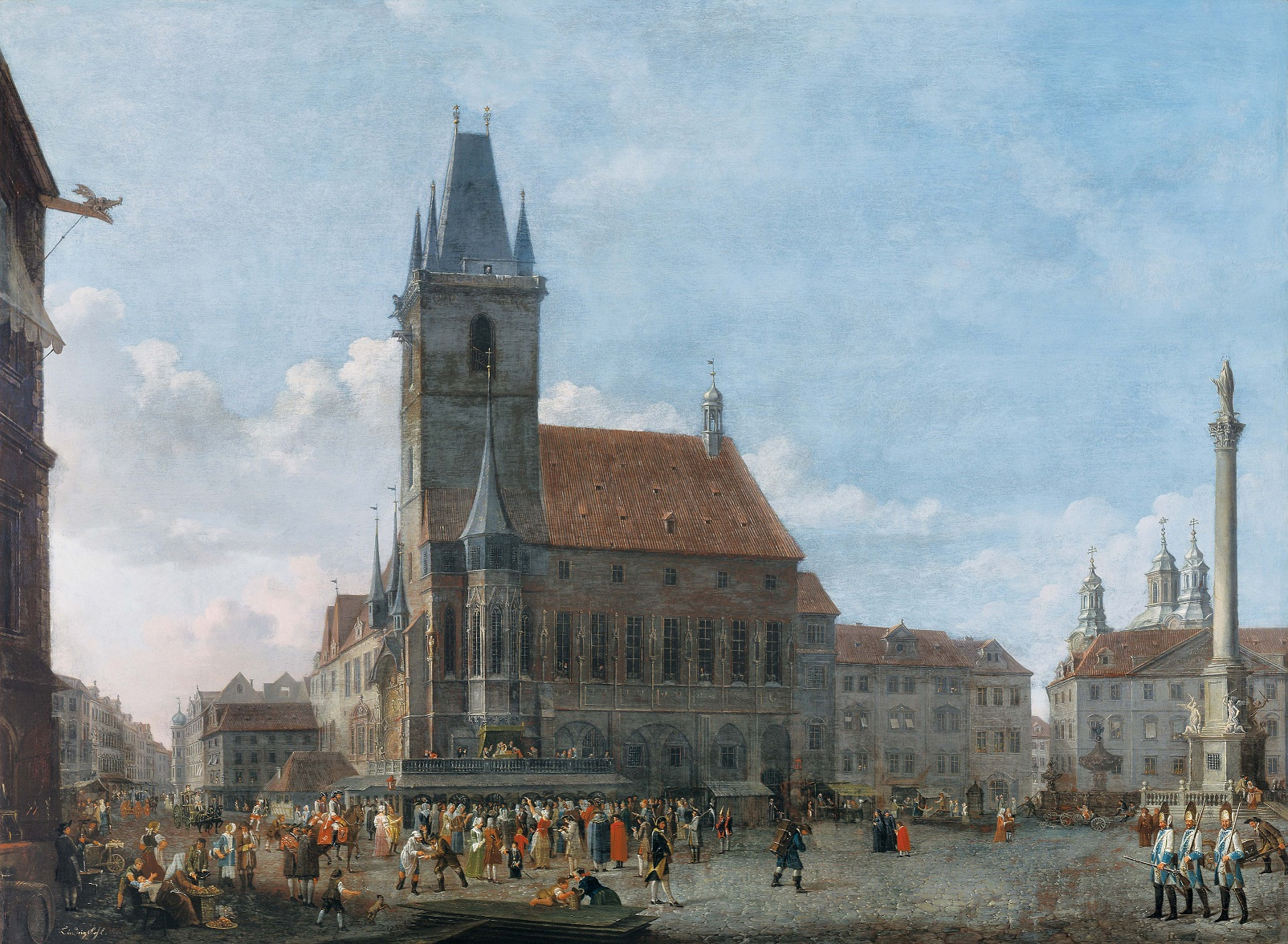
Staroměstská radnice na konci 18. století, obraz od Ludvíka Kohla

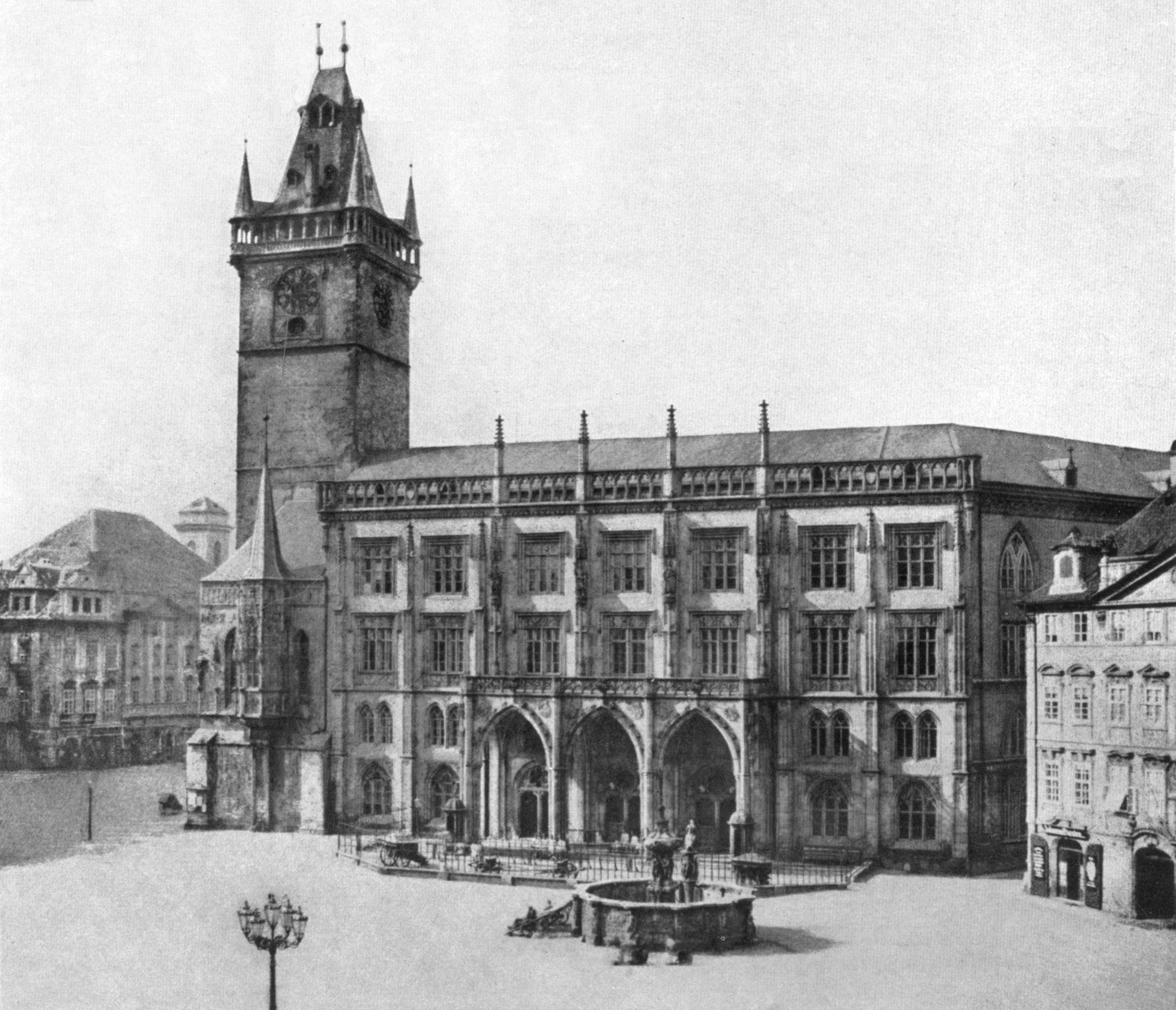
Staroměstská radnice s novogotickým křídlem, 1856

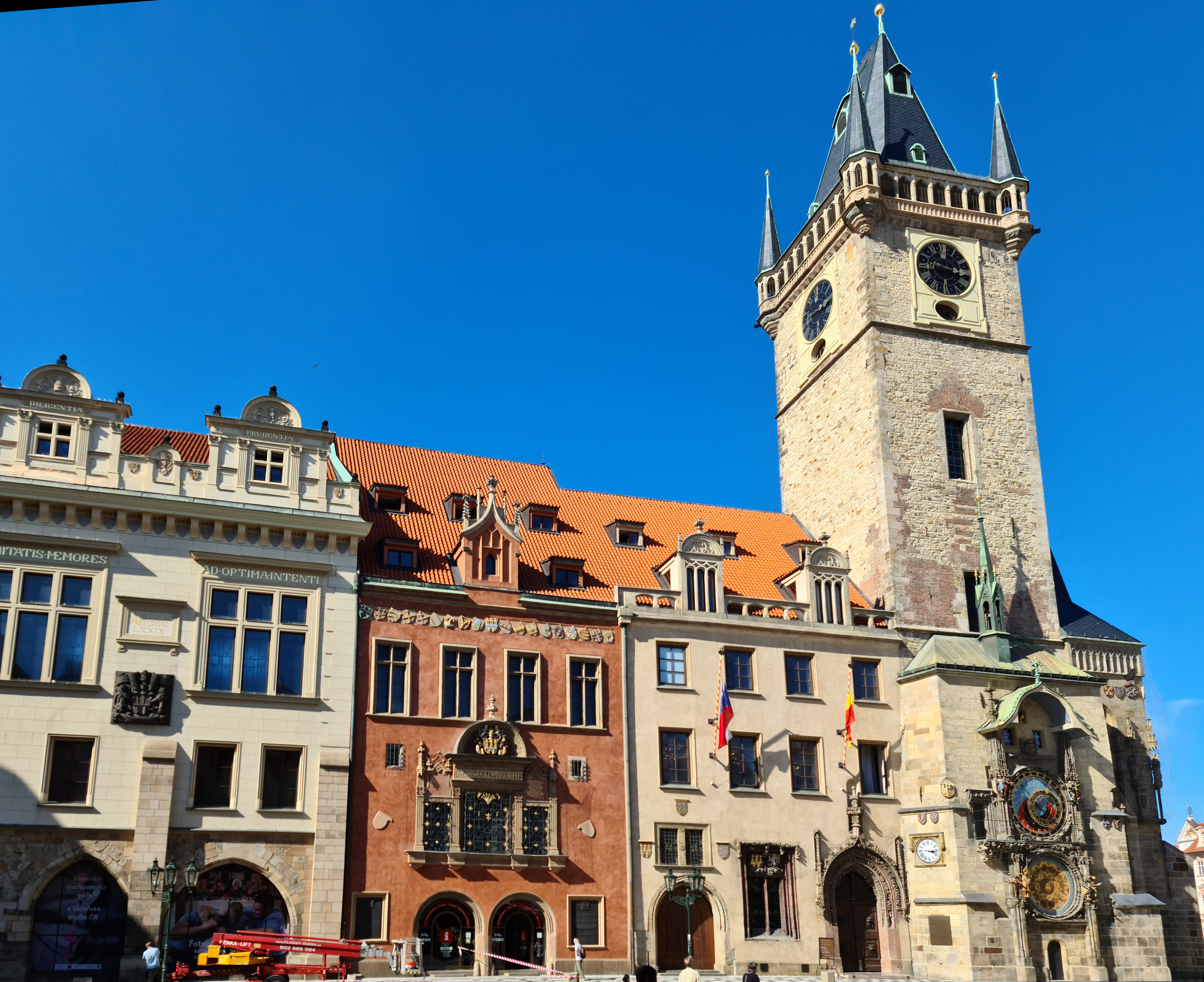
Zleva: Mikšův dům, dům kramáře Kříže a Wolflinův dům s věží a orlojem

- Věžový dům Wolflinův (čp. 1/1) – nárožní raně gotická stavba zbudovaná na románských základech v druhé polovině 13. století, zakoupená z majetku bohatého kupce Wolflina/Welflina od Kamene. Dominantní hranolová věž byla zvýšena v roce 1364 a v ní roku stavební huť Petra Parléře dostavěla gotickou kapli.

- Kaple Staroměstské radnice zasvěcená Panně Marii a čtyřem českým patronům má obdélný prostor s pětibokým arkýřem na východní straně. Pod baldachýny arkýře na vnější straně byly osazeny sochy Panny Marie s Ježíškem a českých svatých patronů, nad a pod okny kaple jsou kamenné erby členů městské rady z let 1365–1366. Kaple byla dvakrát vysvěcena, v roce 1366 a roku 1381, kdy byly yvtvořeny první věžní hodiny. Na počátku 15. století byl hodiny zdokonaleny o další funkce na Staroměstský orloj, jehož ciferník byl počátkem 16. století vložen do pozdně gotického rámce.

K roku 1409 je na věži zmiňován zvon, jímž se zvonilo k uznání vzdoropapeže Alexandra V.). Tento zvon byl zničen za husitských válek a po nich nahrazen zvonem z opuštěného kostela Břevnovského kláštera, s dedikací břevnovskému kostelu a s letopočtem 1313. V letech 1805–1807 byly na vrchol věže umístěny nové hodiny a přistavěn ochoz.
- Dům kramáře Kříže (čp. 1/2) – rovněž kupecký dům, stojící v řadě západně od domu Wolflinova; základy pocházejí rovněž z 13. století; pro radnici byl přestavěn po roce 1360 na radní síň. Tato síň s dřevěným záklopovým stropem z doby gotické dodnes slouží hlavně ke svatebním obřadům.

- Mikšův dům (čp. 1/3) přistavěný k oběma předchozím rovněž během 13. století, radnici jej roku 1458 odkázala vdova po kožešníku Mikšovi Kačka.[6][7] Novorenesanční přestavbu z roku 1880 navrhl architekt Antonín Baum.

- Dům U Kohouta navazuje na západní straně na předchozí domy, byl rovněž založen ve druhé polovině 13. století. Staroměstská obec jej zakoupila pro radnici až v roce 1835.

- Novogotické křídlo radnice na severovýchodní straně vzniklo zbořením dvou domků ze 14. století v letech 1838–1848, vystavěli je vídeňští architekti Pietro Nobile a Pavel Sprenger

- Dům U Minuty (čp. 3) zakoupila radnice v roce 1896.

- Dům U Zlatého rohu (čp. 4) začala radnice užívat jako úřední budovu až po Janákově rekonstrukci.

### Požár 1945

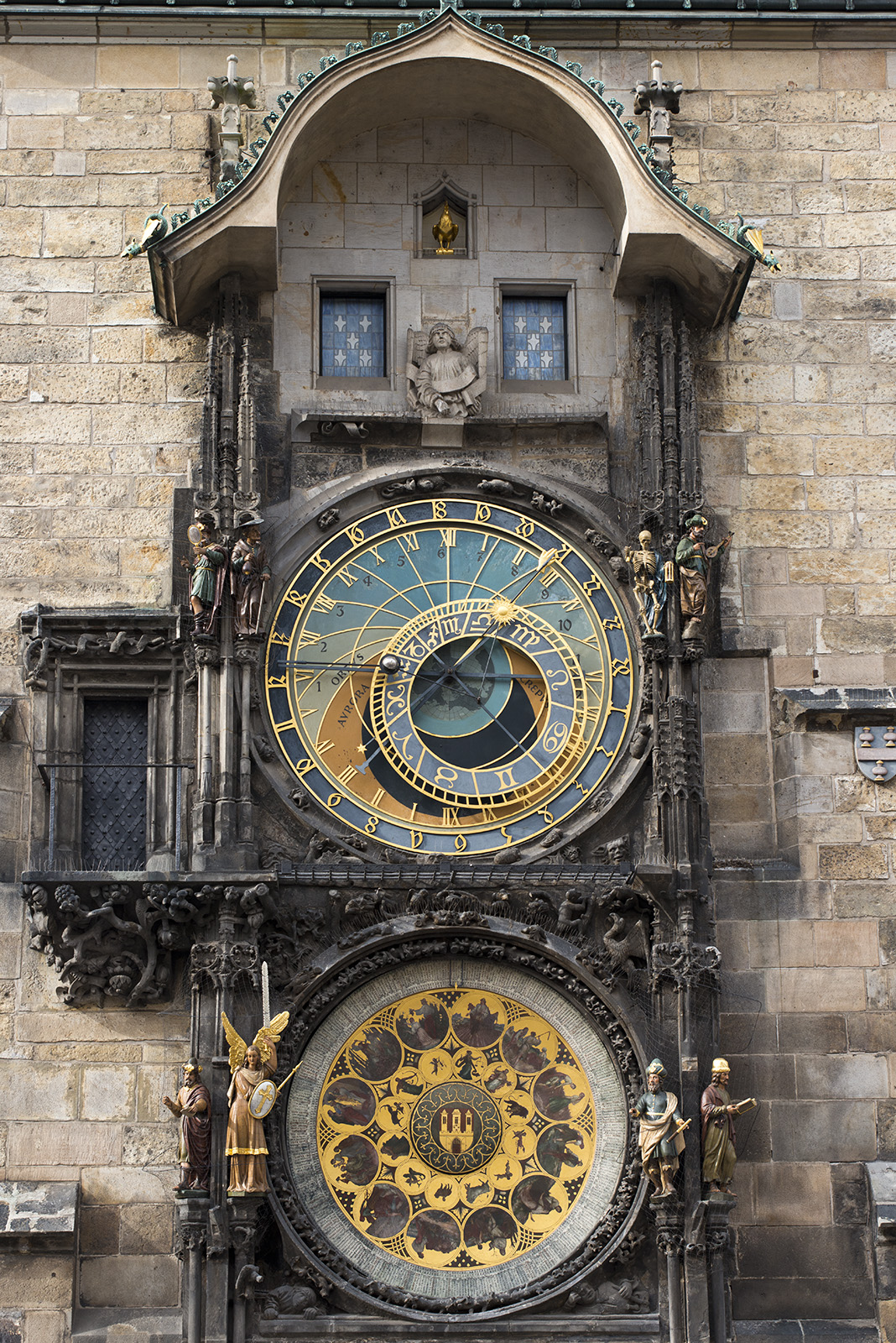
Astronomické hodiny – orloj

Za Pražského povstání na konci druhé světové války v květnu 1945 sloužila Staroměstská radnice jako jedno z ústředí protinacistického odboje. V jejím bezprostředním okolí probíhaly boje mezi povstalci a německou armádou, což vedlo k velkým škodám. Požár vznikl při ostřelování radnice 8. května německými vojsky, pár hodin před podepsáním jejich kapitulace. Zničil novogotické křídlo radnice natolik, že zůstaly stát jen obvodové zdi. Těžké škody utrpěla při požáru také věž, gotický arkýř a Staroměstský orloj. Zvon se zřítil, rozbil a zčásti roztavil, jeho fragmenty jsou uloženy ve sbírkách Muzea hl. m. Prahy, shořela část městského archivu s cennými prameny k dějinám Prahy.
V roce 1947 se uskutečnila architektonická soutěž, která měla rozhodnout, co s obvodovými zdmi novogotického křídla udělat. Nakonec bylo rozhodnuto zdi strhnout a ponechat jen jedno krajní pole, které bylo nezbytné pro statické zajištění radniční věže.

### Soutěže na dostavbu radnice
V průběhu 20. století bylo vypsáno několik architektonických soutěží na přestavbu a dostavbu Staroměstské radnice. První soutěž byla vypsána ve dvou kolech již v letech 1899–1900. V zadání bylo, že tehdejší neogotické křídlo zůstane zachováno, ale jeho průčelí se může změnit. Soutěž skončila bez vítěze podobně jako další obdobná soutěž z roku 1905. Vítěze měla až třetí soutěž z roku 1908, ve které získal první místo Antonín Wiehl, ovšem vítězný návrh nebyl nikdy realizován. S většími či menšími časovými odstupy pak následovaly další soutěže (1938, 1947, 1963, 1966–1967 a 1988), které si zejména od válečného požáru kladou za cíl zaplnit prostor po zbouraném novogotickém křídle radnice. Všechny však buďto skončily bez vítězů nebo vítězné návrhy nebyly realizovány, proto prostranství na místě vyhořelé budovy stále zůstává volné.

### Rekonstrukce 2017–2018
V dubnu 2017 začala rekonstrukce vnějšího pláště Staroměstské radnice, s cílem navrátit mu autentičtější podobu. Další fáze rekonstrukce zahrnovaly věž s ochozem, radniční kapli a demontáž a opravu orloje. Po dobu absence orloje jej nahradila velkoplošná obrazovka, na níž byly promítány všechny pohybové i zvukové efekty orloje. Opravy město stály 48 milionů korun, skončily v roce 2018.

## Významné události
- 1338 založení radnice
- 1360 stavba druhého domu

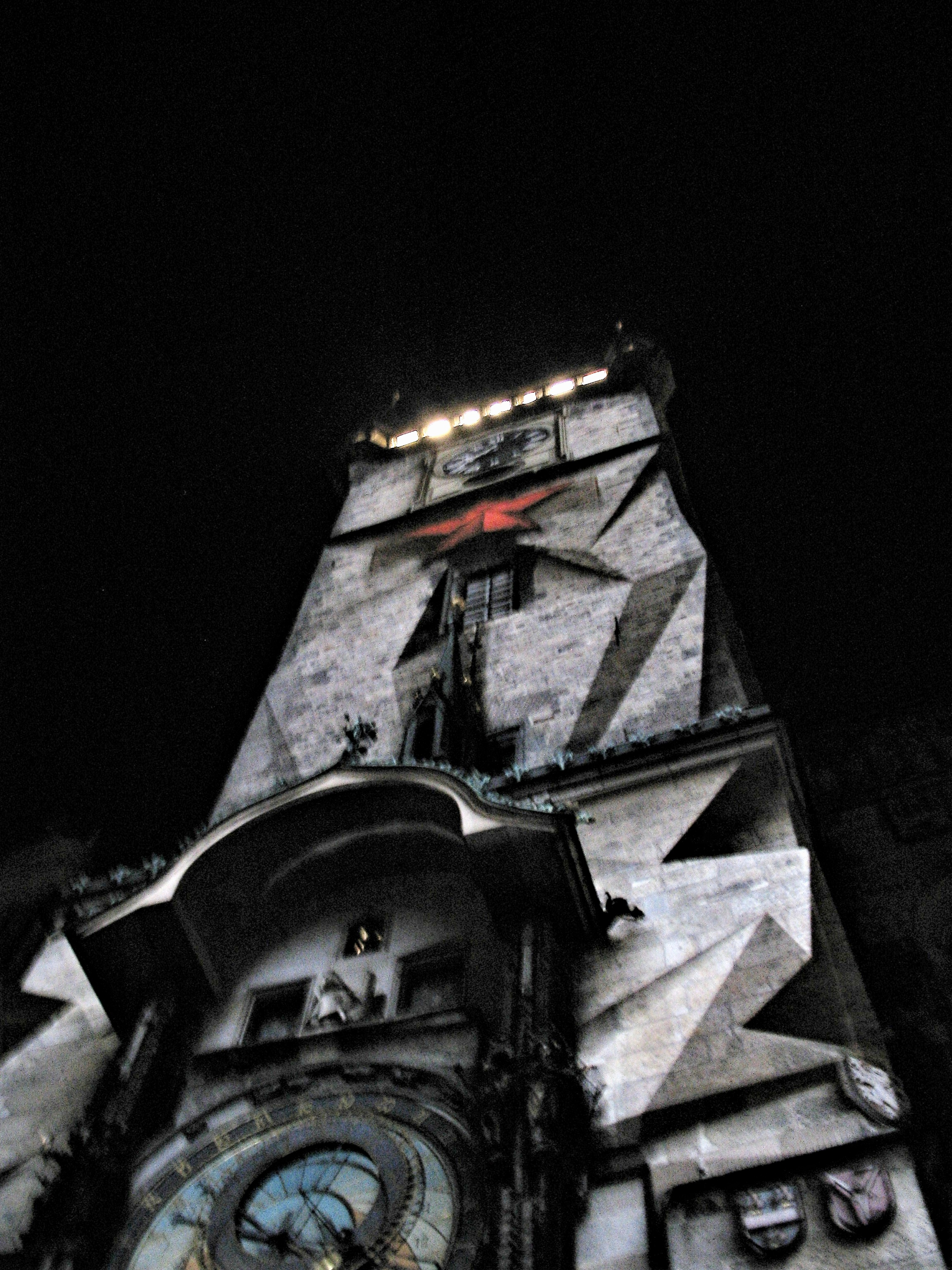
Videomapping 5. března 2011

- 1381 dostavba a vysvěcení gotické radniční kaple
- 1410 spuštění Staroměstského orloje od Mikuláše z Kadaně
- 1422 poprava radikálního vůdce pražské husitské chudiny Jana Želivského
- 1432 požár radnice 25. ledna
- 1458 nákup Mikšova domu
- 1458 zvolení Jiřího z Poděbrad českým králem
- 1520 umístění renesančního okna na jižní průčelí
- 1621 poprava 27 českých pánů
- 1784 radnice sídlem spojené pražské městské správy
- 1807 umístění nových hodin a ochozu na věž
- 1848 dostavba neogotického křídla
- 1880 přestavba Mikšova domu
- 1945 požár věže a vyhoření novogotického východního křídla během bojů Pražského povstání

### Technické informace
- Výška věže: 69,5 m[14]
- Šířka věže (jižní strana): 8,37 m

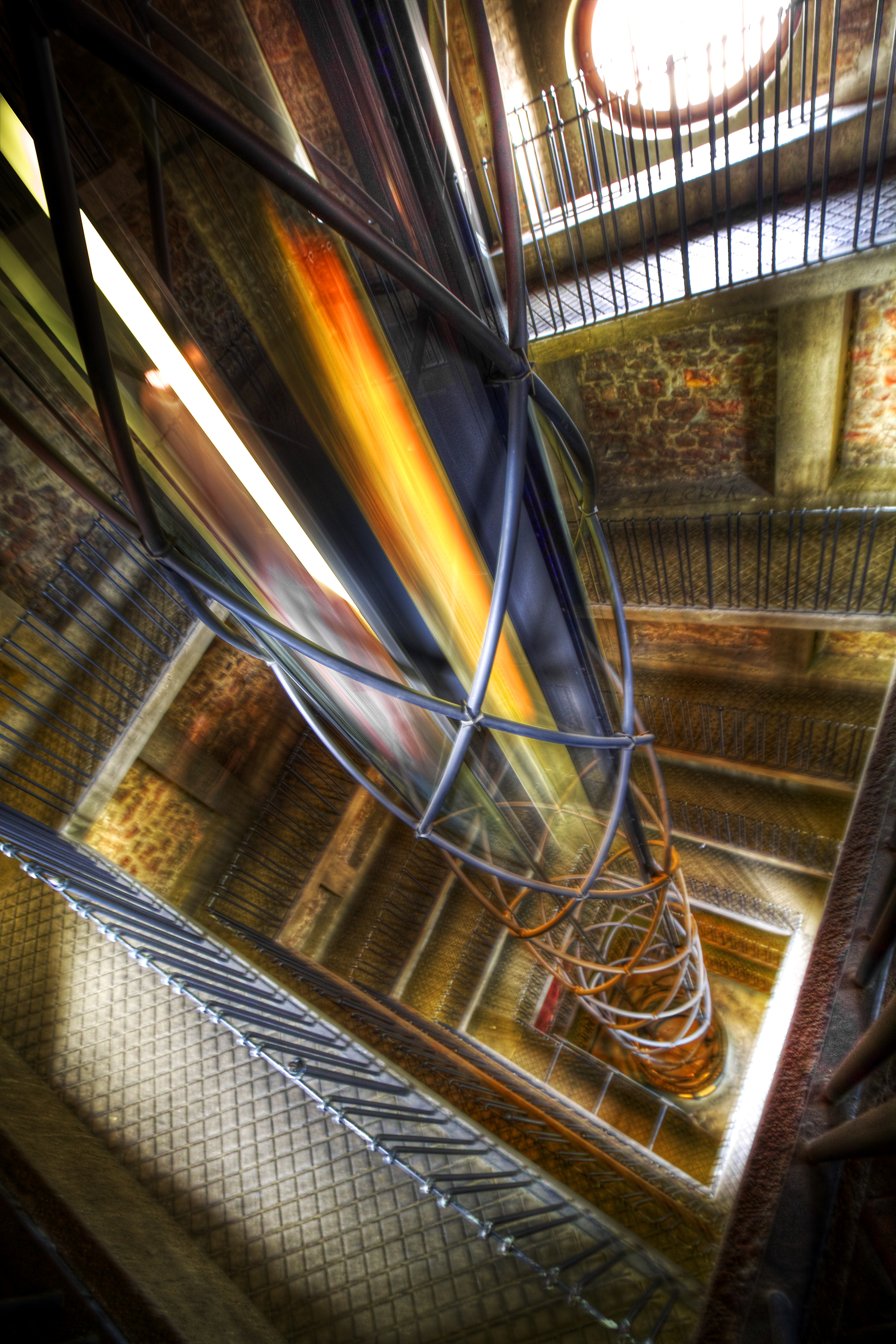
Výtah ve věži

- Hloubka věže (východní strana): 7,91 m
- Šířka radnice: 67,45 m